# Saint-Martin-sur-le-Pré
Saint-Martin-sur-le-Pré es una comuna francesa situada en el departamento de Marne, en la región de Gran Este.

## Demografía
| 376 | 618 | 948 | 903 | 898 | 882 | 804 |
| Para los censos de 1962 a 1999 la población legal corresponde a la población sin duplicidades (Fuente: INSEE [Consultar]) |     |     |     |     |     |     |